# Bianchi Tipo 12
Der Bianchi Tipo 12 ist ein Pkw-Modell. Hersteller war Bianchi aus Italien.

## Beschreibung
Das Modell erschien 1919 auf dem Markt und löste den Tipo S ab. Es wurde wegen des Motors auch Bianchi 12/20 HP genannt, allerdings traf das auch auf Tipo 15 und Tipo 16 zu, die einen Motor gleicher Größe hatten.
Es war ein Vierzylindermotor in Monoblockbauweise mit SV-Ventilsteuerung. 70 mm Bohrung und 110 mm Hub ergaben 1693 cm³ Hubraum. Die Motorleistung war mit 20 bis 22 PS angegeben. Eine andere Quelle nennt 25 PS.
Der Motor war vorne im Fahrgestell eingebaut. Er trieb über ein Vierganggetriebe und eine Kardanwelle die Hinterachse an. Eine Quelle nennt 274 cm Radstand und 125 cm Spurweite, was etwas weniger wäre als beim Tipo 15.
1922 endete die Produktion. Nachfolger wurde der Tipo 16.
Bonhams bot 2014 ein Fahrzeug auf einer Auktion an, das auf 1918 datiert war, und erwartete einen Preis  zwischen 47.000 und 58.000 Euro. Dasselbe Fahrzeug wurde am 4. März 2017 für 17.360 Pfund Sterling versteigert. Es war wiederum mit Baujahr 1918 angegeben, aber diesmal mit Bianchi Tipo 16, was zeitlich nicht passt. Auf dem abgebildeten Typenschild steht zwar 16, aber die Ziffer 6 könnte nachträglich eingeprägt worden sein.